# Primavera Negra

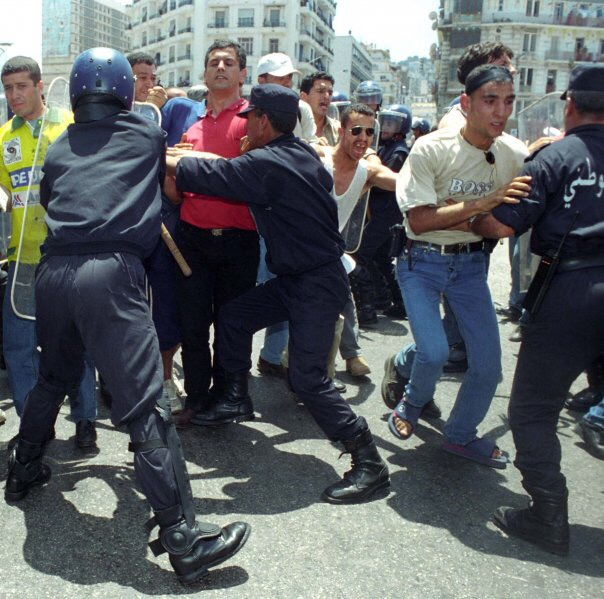
Conflito entre forças de segurança e manifestantes.

A Primavera Negra (em berbere: Tafsut Taberkant) foi uma série de distúrbios violentos e protestos políticos de ativistas cabilas na região da Cabília na Argélia em 2001, que foram combatidos com o uso de medidas policiais repressivas e se tornaram um forte símbolo do descontentamento cabila com o governo nacional. Os protestos ocorreram contra um antigo cenário de marginalização cultural dos cabilas, um grupo linguístico berbere homogêneo na Argélia (os falantes das línguas berberes formam aproximadamente 25% a 30% do total da população, embora  números exatos sejam disputados) apesar das medidas arabizantes mais rígidas patrocinadas pelo governo entre as décadas de 1960 e 1980 já haverem sido suspensas. O nome "Primavera Negra" faz alusão aos eventos conhecidos como Primavera Berbere da década de 1980, na qual basicamente ativistas sociais civis cabilas desafiaram o banimento da cultura berbere que então ocorria, demandando direitos culturais e democracia.

## Eventos
Em 2001, um jovem estudante cabila, Guermah Massinissa, foi preso por gendarmes argelinos e mais tarde morreu dentro da gendarmaria. Isso provocou tumultos violentos de larga escala na região Cabila, que durou por vários meses.
O governo do presidente Abdelaziz Bouteflika afirmou que o nome real de Massinissa era Karim e que ele era um jovem criminoso desempregado de 26 anos de idade. Vários meses depois após essas declarações, o governo admitiu que o seu nome real era de fato Massinissa (o mesmo de um histórico rei berbere da Antiga Argélia), e que ele era um estudante de ensino médio inocente. O Ministro do Interior Yazid Zerhouni embora tenha dito que fora "mal informado", nenhum pedido de desculpas foi dado à família da vítima e os protestos não cessaram. O governo de Bouteflika sustentava que os cabilas estavam sendo "manipulados por uma mão estrangeira".
Uma marcha que levou várias dezenas de milhares de cabilas à capital, Argel, foi organizada pelo movimento Arouch, que juntamente com o Movimento pela Autonomia da Cabília surgiu do ativismo civil em torno dos distúrbios. O protesto foi seguido por confrontos entre a população local de argelinos e manifestantes cabilas. A polícia apoiou os "Algérois" e a televisão estatal agradeceu "les Algérois por terem defendido sua própria cidade dos invasores". Desde então passeatas públicas são proibidas em Argel.

## Vítimas
Em abril de 2001 (poucos dias depois do início da Primavera Negra) foram mortos 43 jovens cabilas. Em julho de 2001, foram baleados 267 jovens, dos quais 50 morreram (18,7%). A comissão Issad nota que "isso só é comparável a perdas militares em duras batalhas em tempos de guerra. As forças de segurança, ao mesmo tempo e no mesmo lugar não apresentaram nenhum homem ferido por disparos de projetil, nem nenhum morto por disparos."
Em abril de 2002, a Liga Argelina de Direitos Humanos relatou 90 cabilas mortos, 5.000 feridos, dos quais 200 tornaram-se permanentemente inválidos e milhares de detenções, maus tratamentos, tortura e prisões arbitrárias.
Ao fim dos eventos da Primavera Negra, a imprensa argelina relatou que 126 cabilas foram mortos  e que milhares foram gravemente feridos nos protestos ou torturados pelos paramilitares da Gendarmaria.

## Resultados
Ao final, Bouteflika concordou com algumas das demandas cabilas. Os Gendarmes foram retirados da Cabília e a língua Berbere (Tamazight), tornou-se uma "língua nacional" na Constituição Argelina (mas não uma "língua oficial", a par com o árabe).
Os partidos políticos tradicionais berberes, o liberal Reunião para a Cultura e Democracia (RCD) de Saïd Sadi e o socialista Frente de Forças Socialistas (FFS) de Hocine Aït Ahmed, foram parcialmente marginalizados pelo ativismo dos movimentos locais radicais e pelas formas violentas de protesto. Em seus lugares surgiram novos movimentos à frente da política cabila: o movimento Arush (Arouch) e o Movimento pela Autonomia da Cabília (MAC), cujas ambições regionalistas por autonomia marcaram uma nova evolução na política cabila.